# Festival international du film de comédie de l'Alpe d'Huez 2022
Le Festival international du film de comédie de l'Alpe d'Huez 2022, 25e édition du festival, se déroule du 17 au 23 janvier 2022.

## Déroulement et faits marquants
Le 22 janvier 2022, le palmarès est dévoilé : le grand prix est décerné à Irréductible de Jérôme Commandeur. Les prix d'interprétation sont remis à Audrey Lamy pour La Brigade et Antoine Bertrand, Patrice Robitaille, Louis Morissette et François Arnaud pour Au revoir le bonheur. Le prix spécial du Jury est remis à On sourit pour la photo de François Uzan et le prix du public à Jumeaux mais pas trop de Olivier Ducray et Wilfried Méance,,

## Jury
- Michèle Laroque (présidente du jury) : comédienne et réalisatrice
- Ruben Alves : réalisateur et comédien
- Malik Bentalha : comédien, humoriste et réalisateur
- Joséphine Japy : comédienne
- Mathilde Seigner : comédienne

## Sélection

### En compétition
- Trois fois rien de Nadège Loiseau
- Hommes au bord de la crise de nerfs de Audrey Dana
- La Très Très Grande Classe de Frédéric Quiring
- Irréductible de Jérôme Commandeur
- Jumeaux mais pas trop de Olivier Ducray et Wilfried Méance
- Au revoir le bonheur de Ken Scott
- La Brigade de Louis-Julien Petit
- On sourit pour la photo de François Uzan
- Maison de retraite de Thomas Gilou
- La Revanche des Crevettes pailletées de Cédric Le Gallo et Maxime Govare

### Hors compétition
- Super-héros malgré lui de Philippe Lacheau
- Rumba la vie de Franck Dubosc
- Alors on danse de Michèle Laroque
- Le Médecin imaginaire de Ahmed Hamidi
- Un éléphant ça trompe énormément de Yves Robert
- Le Temps des secrets de Christophe Barratier
- Black Friday de Casey Tebo
- J'adore ce que vous faites de Philippe Guillard
- Week-end Family de Pierre-François Martin-Laval et Sophie Reine
- Didier de Alain Chabat

## Palmarès
- Grand prix : Irréductible de Jérôme Commandeur
- Prix d'interprétation féminine : Audrey Lamy pour son rôle dans La Brigade
- Prix d'interprétation masculine : Antoine Bertrand, Patrice Robitaille, Louis Morissette et François Arnaud pour leurs rôles dans Au revoir le bonheur
- Prix spécial du Jury : On sourit pour la photo de François Uzan
- Prix du public : Jumeaux mais pas trop de Olivier Ducray et Wilfried Méance